# 古ヌビア語
古ヌビア語（こヌビアご、中世ヌビア語または古ノビーン語とも呼ばれる）は、西暦8世紀から15世紀にかけて書記記録が残っている絶滅したヌビア語である。この言語は現代のノビーン語の祖先であり、同じヌビア諸語であるドンゴラウィー語とケンジ語と密接に関連している。古ヌビア語は、マクリア王国全体、および、 ノバティア王国の司教管区で使用されていた 。この言語のテクストは、宗教（説教文、祈り、聖人伝、詩篇、聖書日課）関連の文献、および、国家と私生活（法的文書、手紙）に関連の文献の両方において100ページ以上の文書と碑文に保存されており、応用されたコプト文字で書かれた。

## 歴史

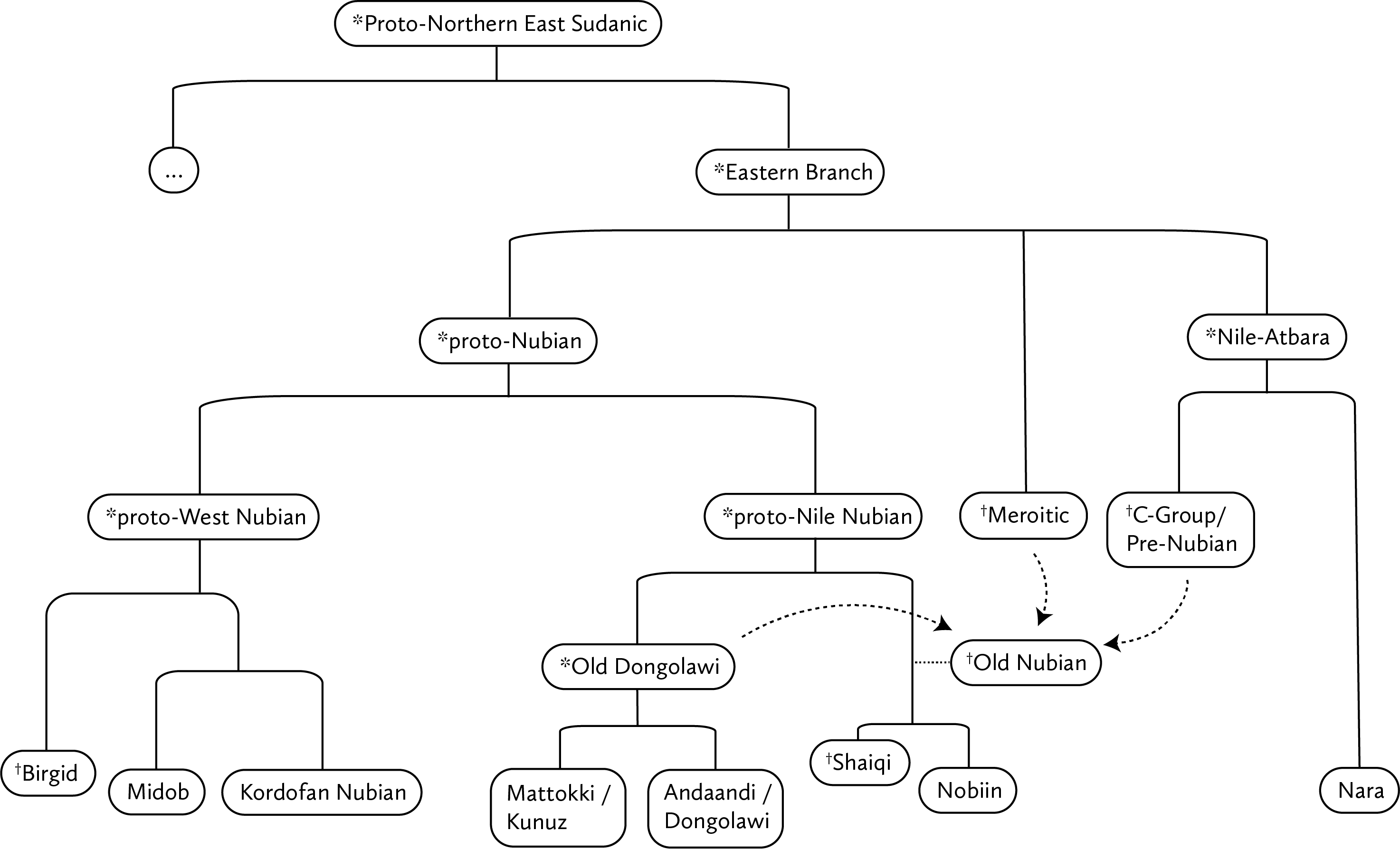
古ヌビア語の位置と他の北東スーダン諸語との系統的および地域的関係を示す北東スーダン諸語の東語群。

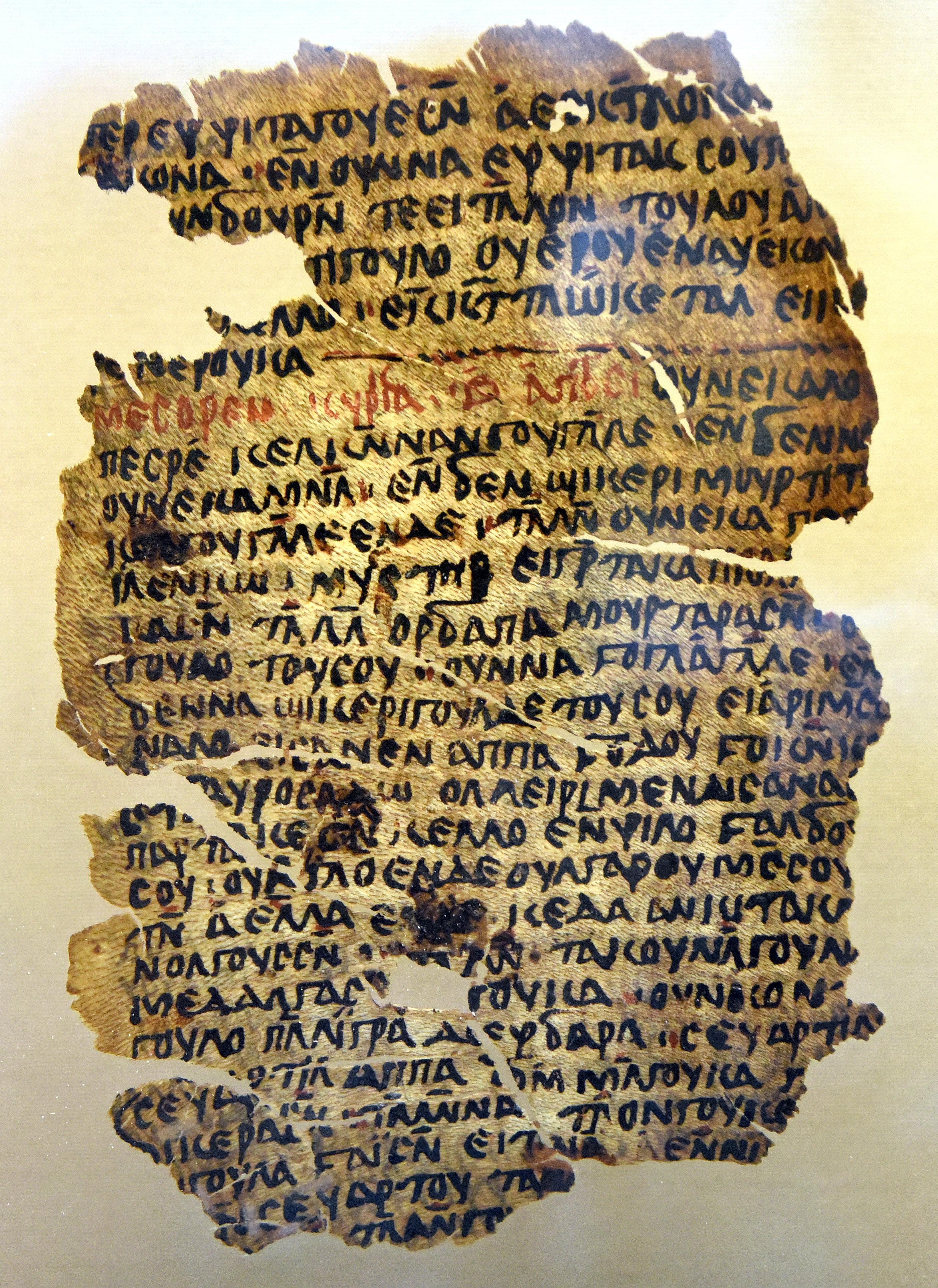
古ヌビア語で書かれた新約聖書（コリント書とヘブライ書）の一部である聖書の羊皮紙のページ。西暦9〜10世紀。エジプトのカスル・イブラヒムから。大英博物館。

古ヌビア語は、ナイル川の第1と第3の急流の間でナイル川を占領したノバの遊牧民と、4世紀のある時期にメロエが崩壊した後の第3と第4の急流の間の土地を占領したマクリア人の遊牧民の言語に由来している。 マクリア人は最終的にノバの土地を征服または継承した別々の部族の集団だった。彼らは、ビザンツ帝国に影響を受けたマクリア王国を確立させた。マクリア王国は、ノバの地をノバティアの司教管区として別々に統治した。ノバティアは、ハリカルナッソスのユリアノスとロンギノスによって合性論のキリスト教に改宗し、その後、アレクサンドリアのコプト正教会の教皇から司教を迎えた。
古ヌビア語は、アフリカの諸言語で最も古く書かれた言語の1つであり、マクリアの国政および宗教行政の主要言語として10世紀から11世紀に採用されたようである。古ヌビア語に加えて、コイネー・ギリシア語が、特に宗教的な文脈で広く使用されていた。それに対して、コプト語は、主に葬祭用の碑文で主流であった。時が経つにつれて、古ヌビア語は世俗的な文書と宗教的な文書（聖書を含む）の両方に登場し始めたが、それと同時にヌビア地域のギリシア語のいくつかの文法的側面（格、一致、性、時制の形態論など）は古ヌビア語の影響を大きく受けた。ティモテオス大司教の遺骨とともに見つかった奉献文書は、ギリシア語とコプト文字が14世紀後半まで使用され続け、その頃にはアラビア語も広く使用されていたことを示唆している。

## 文字
ほぼすべての古ヌビア語テキストは、傾いたアンシャル体の変異体のコプト文字で書かれた。これは、ソハーグの白修道院を起源とする書体である。アルファベットには3つの追加文字が含まれていた。すなわち、ⳡ /ɲ/とⳣ /w/ 、およびⳟ /ŋ/である。 最初の2つは、メロエ文字から派生した。古ヌビア語で最初に書かれた証拠は8世紀にさかのぼるが、文字はメロエ文字が使われなくなった後の6世紀にすでに開発されていたに違いないことを、これらの文字の存在は示唆している。さらに、古ヌビア語はコプト文字のϭ（キーマ）の変異体ⳝを使用した。
| 文字 | ⲁ       | ⲃ   | ⲅ   | ⲇ   | ⲉ       | ⲍ   | ⲏ       | ⲑ    | ⲓ       | ⲕ      | ⲗ   | ⲙ   | ⲛ   | ⲝ/ϩ̄  | ⲟ       |
| 翻字 | a       | b   | g   | d   | e       | z   | ē       | th   | i       | k      | l   | m   | n   | ks   | o       |
| 音価 | /a, aː/ | /b/ | /ɡ/ | /d/ | /e, eː/ | /z/ | /i, iː/ | /t/  | /i/     | /k, ɡ/ | /l/ | /m/ | /n/ | /ks/ | /o, oː/ |
|      |         |     |     |     |         |     |         |      |         |        |     |     |     |      |         |
| 文字 | ⲡ       | ⲣ   | ⲥ   | ⲧ   | ⲩ       | ⲫ   | ⲭ       | ⲯ    | ⲱ       | ϣ      | ϩ   | ⳝ   | ⳟ   | ⳡ    | ⳣ       |
| 翻字 | p       | r   | s   | t   | u       | ph  | kh      | ps   | ō       | š      | h   | j   | ŋ   | ɲ    | w       |
| 音価 | /p/     | /ɾ/ | /s/ | /t/ | /i, u/  | /f/ | /x/     | /ps/ | /o, oː/ | /ʃ/    | /h/ | /ɟ/ | /ŋ/ | /ɲ/  | /w/     |

キャラクターⲍ, ⲝ/ϩ̄, ⲭ, ⲯはギリシャ語の外来語でのみ使われる。長子音は、子音字を二重に書くことによって示された。長母音は通常、短母音と区別されていなかった。古ヌビア語は2つの二重音字を用いた。ⲟⲩ /u, uː/とⲉⲓ /i, iː/である 。分音記号ⲓ （ⲓ̈ ）は半母音/j/を示すために使用された。さらに、古ヌビア語の特徴的な要素に上付き線をともなう表記（ⲧ̅のような）があり、これは以下のいずれかの場合に用いられる。
- 音節初頭の母音、ⲗ, ⲛ, ⲣ, ⳝ の後に来る母音;
- 子音の前に来る/ i /。

古ヌビア語の直接の末裔である現代のノビーン語は声調言語である。古ヌビア語も声調言語であったとしても、声調は書かれなかった。
句読点にはハイ・ドット（高い位置にあるドット）が含まれていた（•）。このハイ・ドットは、二重のバックスラッシュ記号で置き換えられることもある（⳹ ）。ハイ・ドットもしくは二重バックスラッシュ記号は大まかに言えば、英語のピリオドまたはコロンのように使用された。スラッシュ（⳺ ）は、疑問符として使用された。そして、ダブルスラッシュ（⳼ ）は時々詩を区切るために使用された。
2021年に、サワルダと呼ばれる古ヌビア語写本で書かれたテキストのスタイルに基づく初めての現代ヌビア語の書体が、ノビーン語を教える一連の教育書のためにハティム・アルバアブ・ユージャイルによって設計されてリリースされた。

## 文法

### 名詞類
古ヌビア語には性はない。名詞は、派生接尾辞を追加できる語幹で構成される。複数標識、格標識、後置詞、および限定詞が、形容詞、所有、及び関係節を含むことができる名詞句に付加される。

#### 定性
古ヌビア語には1つの定の限定詞-(ⲓ)ⲗ がある。この形態素の正確な機能は論争の的となっており、一部の学者はそれを主格または主語標識として提案している。ただし、形態素の分布とメロエ語からの比較証拠の両方が、限定詞としての使用を示している。

#### 格
古ヌビア語には、文の中核となる項を決定する4つの構造的格を持つ主格対格型格標示体系 、および、副詞句のための多くの語彙的格を持つ。
| 構造的格 | 主格 | –       |
| 構造的格 | 対格 | -ⲕ(ⲁ)   |
| 構造的格 | 属格 | -ⲛ(ⲁ)   |
| 構造的格 | 与格 | -ⲗⲁ     |
| 語彙的格 | 処格 | -ⲗⲟ     |
| 語彙的格 | 向格 | -ⲅⲗ̄(ⲗⲉ) |
| 語彙的格 | 上格 | -ⲇⲟ     |
| 語彙的格 | 下格 | -ⲇⲟⲛ    |
| 語彙的格 | 共格 | -ⲇⲁⲗ    |

#### 数
最も一般的な複数マーカーは-ⲅⲟⲩであり、これは常に格標示の前に来る。不規則な複数形がいくつかある。例えば、ⲉⲓⲧ はⲉⲓ 「男」の複数形、ⲧⲟⲧはⲧⲟⲩⳡ 「子」の複数形である。さらに、別々の有生性の高い名詞の複数形の痕跡-ⲣⲓもあるが、テキストではいくつかの語根に制限されている。例えば、ⲭⲣⲓⲥⲧⲓⲁ̄ⲛⲟⲥ-ⲣⲓ-ⲅⲟⲩ「キリスト教徒たち」、ⲙⲟⲩⲅ-ⲣⲓ-ⲅⲟⲩ 「犬たち」。

### 人称代名詞
古ヌビア語には人称代名詞がある。また、主語の人称を表す接語は次のとおりである。
| 人                     | 独立代名詞 | 主語接語 |
| ---------------------- | ---------- | -------- |
| 私                     | ⲁⲓ̈         | -ⲓ       |
| あなた                 | ⲉⲓⲣ        | -ⲛ       |
| 彼/彼女/それ           | ⲧⲁⲣ        | -ⲛ       |
| 私たち（あなたを含む） | ⲉⲣ         | -ⲟⲩ      |
| 私たち（あなたを除く） | ⲟⲩ         | -ⲟⲩ      |
| あなたたち             | ⲟⲩⲣ        | -ⲟⲩ      |
| 彼ら                   | ⲧⲉⲣ        | -ⲁⲛ      |

### 指示代名詞と疑問代名詞
2つの指示代名詞がある。すなわち、ⲉⲓⲛ（複数形ⲉⲓⲛ-ⲛ̄-ⲅⲟⲩ）「これ」とⲙⲁⲛ（複数形ⲙⲁⲛ-ⲛ̄-ⲅⲟⲩ）「あれ」である。疑問詞には次のものが含まれる。すなわち、ⳟⲁⲉⲓ 「誰？」、ⲙⲛ̄ 「何？」、そして語根ⲥ̄ に基づく一連の疑問詞である。

### 動詞類
古ヌビア語の動詞体系は、その文法の中で群を抜いて最も複雑な部分であり、さまざまな接尾辞を介して、結合価、時制、法、相、人称、および相互性を表現できる。
主節対従属節の名詞述語と動詞述語の主な違いは、述語標識-ⲁの存在によって示される。動詞の語根から右に接尾される主な接尾辞のカテゴリーは、次のとおりである。

#### 結合価
| 他動 | -ⲁⲣ  |
| 使役 | -ⲅⲁⲣ |
| 起動 | -ⲁⳟ  |
| 受動 | -ⲧⲁⲕ |

#### 相互性
| 相互 | -ⳝ |

#### 相
| 完結 | -ⲉ  |
| 習慣 | -ⲕ  |
| 意図 | -ⲁⲇ |

#### 時制
| 現在  | -ⲗ  |
| 過去1 | -ⲟⲗ |
| 過去2 | -ⲥ  |

#### 人称
これは、特定の文法的な文脈でのみ義務付けられている3つの異なる一連の主語接語によって示される。
- P.QI 1 4.ii.25 ⲕⲧ̅ⲕⲁ ⲅⲉⲗⲅⲉⲗⲟ̅ⲥⲟⲩⲁⲛⲛⲟⲛ ⲓ̈ⲏ̅ⲥⲟⲩⲥⲓ ⲙⲁⳡⲁⲛ ⲧⲣⲓⲕⲁ· ⲇⲟⲗⲗⲉ ⲡⲟⲗⲅⲁⲣⲁ [ⲡⲉⲥⲥⲛⲁ·] ⲡⲁⲡⲟ ⲥ̅ⲕⲉⲗⲙ̅ⲙⲉ ⲉⲕ̅[ⲕⲁ]
- kit-ka gelgel-os-ou-an-non iēsousi mañan tri-ka dolle polgar-a pes-s-n-a pap-o iskel-im-m-e eik-ka
- 石-対格 転がる-完結相-過去1-3人称複数-主題 イエス 目.双数 両方-対格 高く 上がる.使役-述語 言う-過去2-2/3人称単数-述語 父-呼格 感謝する-肯定-現在-1人称.述語 あなた-対格

「そして彼らが岩を転がしたとき、イエスは目を高く上げて言った：父よ、私はあなたに感謝します。」

## その他の情報源
- Browne, Gerald M., (1982) Griffith's Old Nubian Lectionary. Rome / Barcelona.
- Browne, Gerald M., (1988) Old Nubian Texts from Qasr Ibrim I (with J. M. Plumley), London, UK.
- Browne, Gerald M., (1989) Old Nubian Texts from Qasr Ibrim II. London, UK.
- Browne, Gerald M., (1996) Old Nubian dictionary. Corpus scriptorum Christianorum orientalium, vol. 562. Leuven: Peeters. ISBN 90-6831-787-3.
- Browne, Gerald M., (1997) Old Nubian dictionary - appendices. Leuven: Peeters. ISBN 90-6831-925-6.
- Browne, Gerald M., (2002) A grammar of Old Nubian.  Munich: LINCOM. ISBN 3-89586-893-0.
- Griffith, F. Ll., (1913) The Nubian Texts of the Christian Period. ADAW 8. https://archive.org/details/nubiantextsofchr00grif
- Satzinger, Helmut, (1990) Relativsatz und Thematisierung im Altnubischen. Wiener Zeitschrift für die Kunde des Morgenlandes 80, 185–205.